# Thorsten Polomski

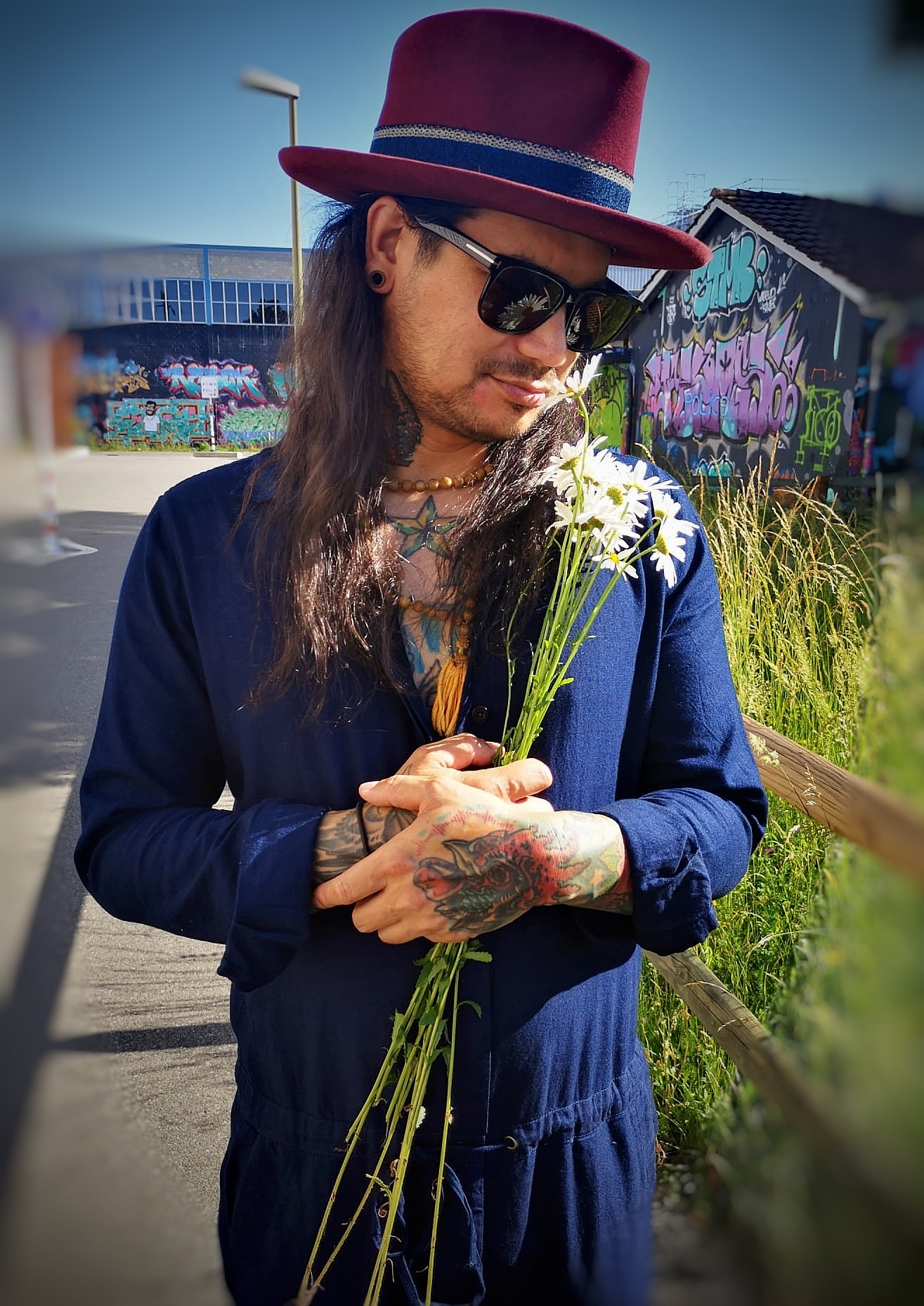
Thorsten Polomski, 2021

Thorsten Polomski (* 13. Januar 1976) ist ein deutscher Musiker.

## Leben
Thorsten Polomski wuchs in Dehrn bei Limburg an der Lahn in Hessen auf. Er hat  philippinische Wurzeln von seiner Mutter und deutsch/polnische von seinem Vater. Bekannt wurde er als Sänger und Frontmann der Hardcore-Punk Band Bubonix und der Metalcore-Band Six Reasons to Kill. Zusammen mit Jens Fischer bildet Polomski das Elektro-Duo EAU-DC. Im Sommer 2013 war er Mitgründer der Zürcher Postpunk-Band Lyvten, in der er als Sänger und Gitarrist bis Ende 2018 tätig war. Im Juli 2014 veröffentlichten sie ihre erste 7" Vinyl-Single auf Twisted Chords Records, wo auch alle weiteren Tonträger veröffentlicht wurden.
Seit 2021 ist er Bassist im Winterthurer Noiserock/Grunge Trio Hathors.
Polomski lebt in Winterthur, ist Tätowierer und fertigt Illustrationen an. Polomski ist Vater von drei Kindern.

## Diskografie

### Bubonix
- 1999 Riot-Holiday (Fiction-Friction)
- 2002 …From Inside (Matula Records, Hessen Hardcore, Illegal Outrage)
- 2004 In The Grey/Never Forget (Pic.7") (Matula Records, Unter Schafen)
- 2004 Reflect (Best of Bubonix 1994–2004) (Matula Records, Unter Schafen)
- 2007 Please Devil, Send Me Golden Hair (Noisolution)
- 2008 Split 7 w/ Amen 81 (Matula Records)
- 2008 Capsaicin (Noisolution)
- 2016 still ...from inside (Twisted Chords)
- 2023 Through The Eyes (Rookie Records/ Kidnap Music)

### Morph
- 2003 Volt (Split mit Eszella Garni, Moving Magnet Records)
- 2003 Quattro (Tumbleweed Records)

### Six Reasons To Kill
- 2008 Another Horizon (Bastardized Recordings, Tribunal Records)

### EAU-DC
- 2010 EAU-DC (12inch, Droehnhaus Records)
- 2013 EAU-DC _ NR2 (Vinyl-LP, Empiric Records)

### Fred&Walt
- 2017 Songs from the vault VA (LP; Lakedrive Rec.)
  - Vocals on track: Hellbringer

### Drop That Needle Down; VA
- 2017 Flexi Recording Session (Flexi 7″, Flexidisco Rec.)

### Lyvten
- 2014 7″ Vinyl-Single (Twisted Chords Records)
- 2015 Split 7″ mit I.Explode.i (Twisted Chords Records/ Berrymore & Flare)
- 2015 …sondern vom Mut, mit dem du lebst (LP/CD/Tape; Twisted Chords Records)
- 2017 Bausatzkummer (LP/CD; Twisted Chords Records)
- 2019 Im Himmel fluchen; Split 7″ mit Start A Fire (Twisted Chords Records)